# پرچم جزایر فالکلند
پرچم جزایر فالکلند برای اولین بار در ۲۵ ژانویه ۱۹۹۹ به رسمیت شناخته شد. به‌عنوان پرچم غیر نظامی و پرچم استان و نشان استان شناخته می‌شود و همچنین دارای تناسب ۱:۲ می‌باشد.